# 프리드리히 고틀리프 클로프슈토크

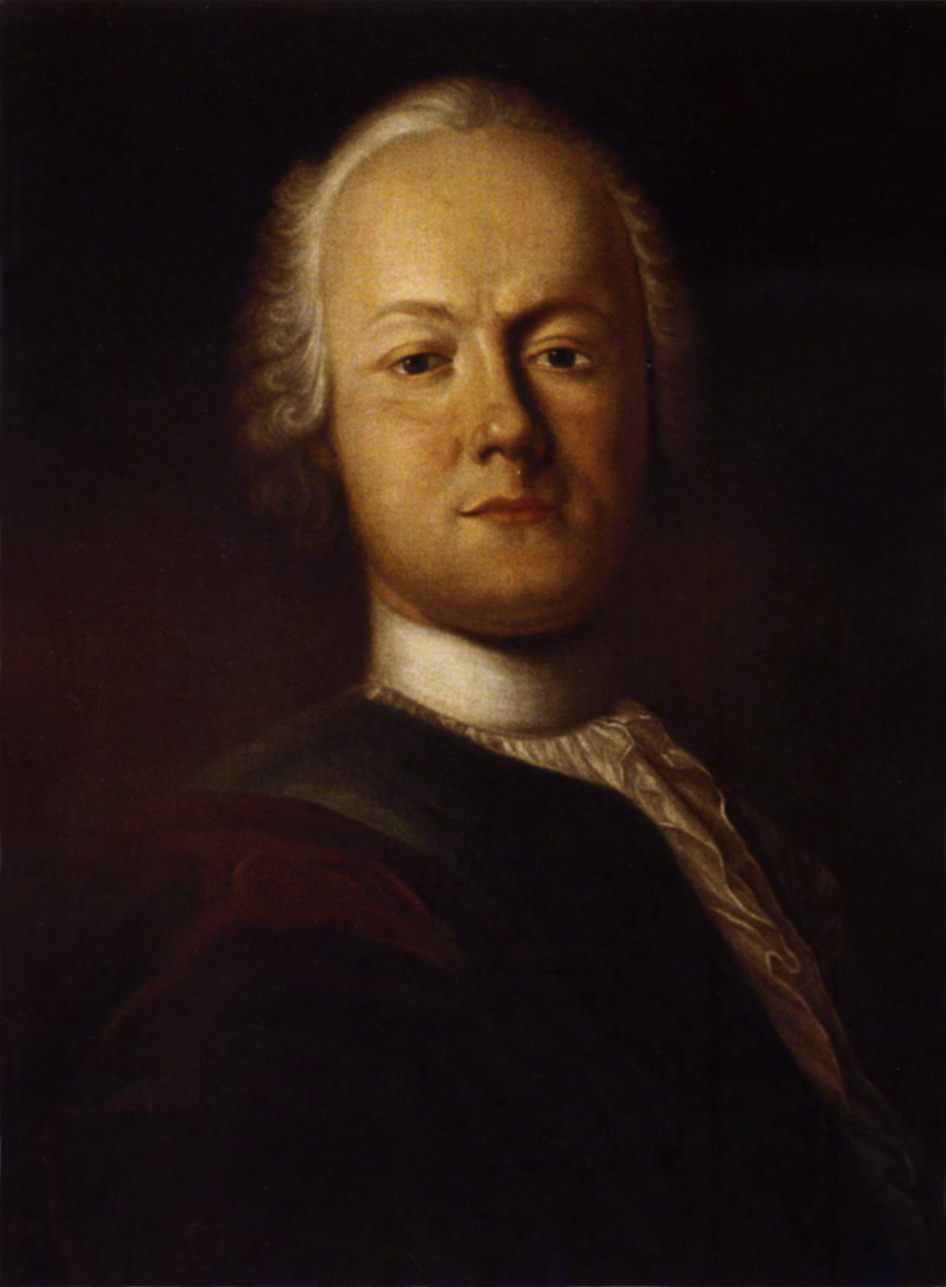
프리드리히 고틀리프 클로프슈토크 (1750)

프리드리히 고틀리프 클로프슈토크(Friedrich Gottlieb Klopstock, 1724년 7월 2일 ~ 1803년 3월 14일)는 독일의 시인이다.
크베들린부르크에서 변호사의 아들로 태어나서 예나 대학교, 라이프치히 대학교에서 신학을 공부하였다. 1748년에 종교서사시 〈구세주〉의 최초의 3가장 (歌章) 을 〈브레멘 기여〉(반 고트셰트의 기치 아래 라이프치히 대학생을 주체로 하는 브레멘 기여파의 주간 문예지) 에 발표하였다.
그 후 보트머에게 초치되어 취리히로 나갔으며, 함부르크에서 사망하였다. 그의 주저 〈구세주〉(1773년)는 밀턴의 〈실락원〉을 본떠 저술된 20장으로 되어 있는 헥사메타의 대작으로 종교적 감정이 충만한 부분은 제3장까지이고 장편 서사시로서는 성공을 거두지 못하고 있다.
서정 시인으로서의 시재가 가장 잘 발휘되어 있는 것은 〈송시 (誦詩)〉(1771년) 로서, 격조 높은 음악적 언어를 구사하며, 조국과 사랑, 우정, 신앙을 노래하여 젊은 괴테를 위시하여 횔덜린이나 릴케 등에게 영향을 주었다. 이 밖에 6편의 희곡 등이 있으나 뛰어난 것은 없다.